# Tinytrema wombat
Tinytrema wombat là một loài nhện trong họ Trochanteriidae. Loài này phân bố ở Nieuw-Zuid-Wales en Australisch Hoofdstedelijk Territorium.